# Stanislau Drahun
Stanislau Drahun (belarussisch Станіслаў Драгун; * 4. Juni 1988 in Minsk) ist ein belarussischer ehemaliger Fußballspieler.

## Karriere

### Verein
Der Mittelfeldspieler begann seine Karriere 2004 bei Lokomotive Minsk. Bis 2012 war er in Belarus für FK Homel und FK Dinamo Minsk aktiv. 2013 wechselte er in die russische Premjer-Liga zum Krylja Sowetow Samara. 2016 wurde Drahun vom FK Dynamo Moskau verpflichtet. Anfang 2017 folgte der Wechsel zum FK Orenburg und im Sommer weiter zu BATE Baryssau.

### Nationalmannschaft
Sein Debüt für Belarus gab er am 10. August 2011 im Spiel gegen Bulgarien. 2012 nahm er mit der U-23-Mannschaft an den olympischen Spielen teil. Er kam in jedem belarussischen Spiel zum Einsatz.